# 4515 Khrennikov
4515 Khrennikov је астероид главног астероидног појаса са средњом удаљеношћу од Сунца која износи 2,412 астрономских јединица (АЈ).
Апсолутна магнитуда астероида је 13,4.